# Globasnitz
Globasnitz is een gemeente in de Oostenrijkse deelstaat Karinthië, en maakt deel uit van het district Völkermarkt.
Globasnitz telt 1663 inwoners.
Bleiburg ·
Diex ·
Eberndorf ·
Eisenkappel-Vellach ·
Feistritz ob Bleiburg ·
Gallizien ·
Globasnitz ·
Griffen ·
Neuhaus ·
Ruden ·
Sankt Kanzian am Klopeiner See ·
Sittersdorf ·
Völkermarkt
- Gemeinsame Normdatei: 4086738-9
- Library of Congress Control Number: n82233533
- Nationale Bibliotheek van Tsjechië: ge1152718
- Nationale Bibliotheek van Israël: 987007557432305171
- Virtual International Authority File: 140750685